# アリス・ハミルトン
アリス・ハミルトン（Alice Hamilton、1869年2月27日 - 1970年9月22日）は、アメリカの産業医学のパイオニアである女性医師。国立労働安全衛生研究所（NIOSH）には、彼女の名前を冠した研究所があり、また、その年に最も優れた産業医学関連著作物を著した研究者を表彰するアリス・ハミルトン科学賞がある。
姉のエディス・ハミルトン（英語: Edith Hamilton）は古典学者である。

## 経歴
ミシガン大学医学部卒業後、1897年にノースウェスタン女子医科大学に教職に就き、その後ジェーン・アダムスが創設した厚生施設「ハルハウス」に移り住み、乳幼児診療所を開設する。そこで鉛中毒などに苦しむ住民がいることを知り、職業関連疾患の取り組みを開始した。1908年職業性疾患についての最初の論文を発表。その後この分野の権威者として認められ、1919年には、ハーバード大学医学部の産業衛生部門に女性として初めて准教授に任命された。これは同時に産業保健を研究分野の一分野に位置づけたことを意味するものであった。1924年からは国際連盟の健康委員会の委員を2期務め、66歳でハーバード大学を退職したのちは、米国労働局のコンサルタントとして奉仕しつつ、米国消費者連盟の会長としても活躍した。
1943年には自伝『Exploring the Dangerous Trades』を出版。また伝記も刊行されており、そのうち『The Workers' Detective』は、日本でも、公益財団法人産業医学振興財団より翻訳出版されている。

## 受賞等
1947年　ラスカー・ブルームバーグ公益事業賞　受賞
没後には、1973年に、米国National Women's Hall of Fameに任命、1987年には、彼女の名前を冠したアリス・ハミルトン労働安全衛生研究所が設立、2002年には、産業医学発展の貢献を評価されNational Historic Chemical Landmarkを表彰されている。
また、1995年には、55セント記念切手に肖像画が描かれた。切手には、社会変革者（social reformaer）と記載されており、まだ職業の世界においては女性の地位が低かった社会において、大学の変革、女性の社会進出、企業の社会的責任の確立の流れにも貢献したリーダーとして貢献が認められたものである。

## 著作
- Hamilton, Alice (1943). Exploring the Dangerous Trades: The Autobiography of Alice Hamilton. Boston: Little, Brown, and Company.インターネットアーカイブ: exploringthedang011737mbp